# Clavaria fragilis
Clavaria fragilis, conocida comúnmente como dedos de hada, gusano blanco de coral o husos blancos, es una especie de hongo de la familia Clavariaceae. Es sinónimo de Clavaria vermicularis. El hongo es la especie tipo del género Clavaria y es un miembro típico de los hongos clavarioides u hongos en forma de garrote. Produce basidiocarpos (cuerpos fructíferos) tubulares, no ramificados, de color blanco, que suelen crecer en racimos. Los cuerpos fructíferos pueden alcanzar dimensiones de 15 cm (5,9 pulgadas) de altura por 0,5 cm (0,2 pulgadas) de grosor. La Clavaria fragilis es una especie sapróbica que crece en la hojarasca de los bosques o en pastizales viejos no mejorados. Está muy extendida en las regiones templadas del hemisferio norte, pero también se ha registrado en Australia y Sudáfrica. El hongo es comestible, pero insustancial y sin sabor. Hay otros pequeños hongos blancos parecidos a los corales con los que se puede confundir C. fragilis.

## Historia y taxonomía
Clavaria fragilis fue descrita originalmente en Dinamarca en 1790 por el naturalista y micólogo danés Theodor Holmskjold, y fue aprobada con este nombre por Elias Magnus Fries en su Systema Mycologicum de 1821. El epíteto latino fragilis hace referencia a los cuerpos frágiles de los frutos. La especie fue redescrita por el micólogo sueco Olof Swartz en 1811, utilizando el nombre Clavaria vermicularis (el epíteto significa "con forma de gusano"). Aunque se trata de un sinónimo posterior -y, por tanto, obsoleto según el principio de prioridad-, este último nombre se sigue utilizando con frecuencia en la actualidad. La base de datos taxonómica en línea MycoBank considera otros nombres como sinónimos de C. fragilis (véase el taxobox).
En Norteamérica, el hongo ha sido llamado coloquialmente "dedos de hada" o "gusano blanco". En el Reino Unido su nombre inglés recomendado es "white spindles". El naturalista británico Samuel Frederick Gray lo llamó "worm club-stool" en su obra A Natural Arrangement of British Plants de 1821.

## Descripción

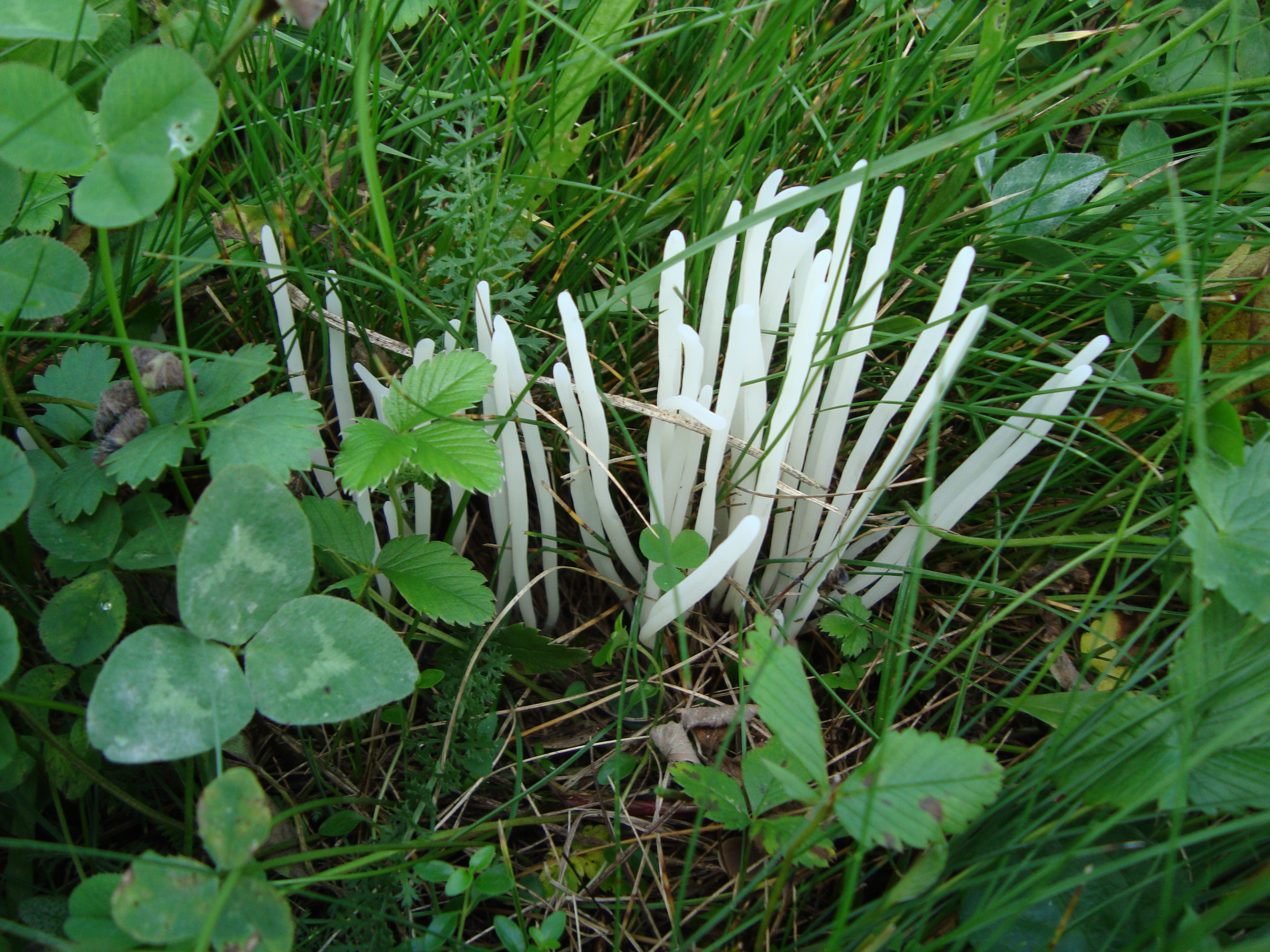
Los cuerpos frutales suelen crecer en racimos.

Los cuerpos fructíferos de C. fragilis son irregularmente tubulares, de lisos a surcados, a veces comprimidos, muy frágiles, blancos, de hasta 15 cm (6 pulgadas) de altura por 5 mm (0,2 pulgadas) de grosor, y suelen crecer en racimos densos. La punta del cuerpo de la fruta se estrecha hasta un punto, y puede amarillear y curvarse con la edad. No hay un tallo definido, aunque es evidente como una zona corta y semitransparente de tejido en la base del palo. Microscópicamente, las hifas de la carne están hinchadas hasta 12 µm de ancho y carecen de conexiones de pinza. Las esporas son lisas, incoloras, de elipsoides a oblongas y miden 5-7 por 3-4 µm. Las esporas son de color blanco en el depósito. Los basidios (células portadoras de esporas) miden 40-50 por 6-8 µm, y carecen de pinzas en sus bases.

### Comestibilidad
La Clavaria fragilis no es venenosa y se dice que es comestible, pero los cuerpos de los frutos son insustanciales y frágiles. Una guía de campo dice que "su carne es insípida y tan delicada que parece disolverse en la boca". Su olor se ha comparado con el del yodo.

## Distribución y hábitat
La especie está presente en todo el hemisferio norte, en Europa, América del Norte y Asia. En Norteamérica, es más común al este de las Montañas Rocosas. También se ha registrado en Australia y Sudáfrica. En 2006, se informó de su presencia en la zona ártica de los Montes Urales, en Rusia.
El hongo crece en bosques y praderas en suelos húmedos, y se supone que es sapróbico, pudriendo la hojarasca y los tallos de hierba muertos. Los cuerpos fructíferos suelen crecer en grupos, mechones o racimos. Aunque pueden crecer individualmente, suelen ser poco visibles a no ser que estén agrupados.

## Especies similares

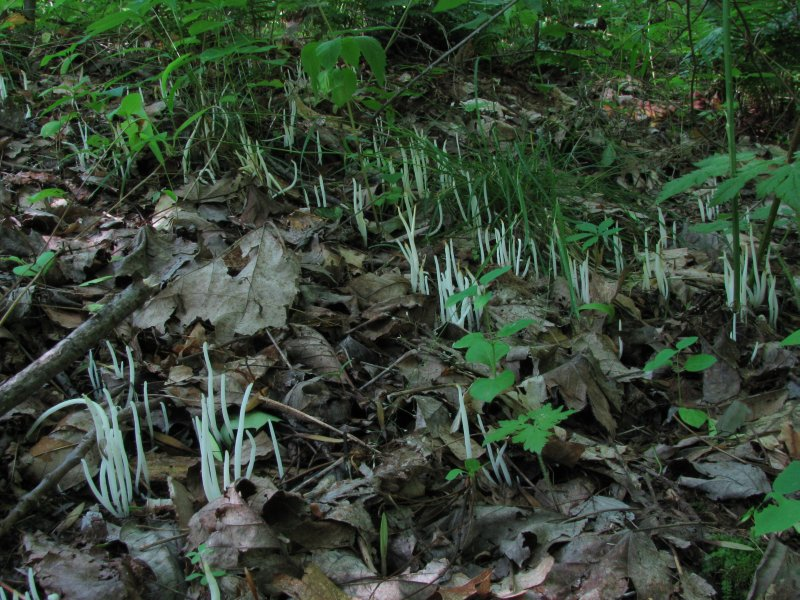
Hábitat de crecimiento típico

Entre los hongos similares con cuerpos fructíferos simples y blancos se encuentran Clavaria acuta, una especie igualmente extendida que suele crecer de forma aislada o en pequeños grupos, en lugar de en densos racimos, y que puede distinguirse al microscopio por sus basidios pinzados y sus esporas de mayor tamaño; C. atkinsoniana, morfológicamente similar pero poco frecuente, que se encuentra en el suroeste y centro de Estados Unidos y que no puede distinguirse de C. fragilis sólo por sus características de campo, pero tiene esporas más grandes, de 8,5 a 10 por 4,5 a 5 µm; C. rubicundula, otra especie norteamericana, que es similar en estatura pero tiene un tinte rojizo; y Multiclavula mucida, una especie liquenizada muy extendida con cuerpos fructíferos más pequeños que aparece con sus algas asociadas en la madera húmeda.
Otras especies similares son Alloclavaria purpurea, Clavulinopsis fusiformis, Clavulinopsis laeticolor y Macrotyphula juncea.

## Estado de conservación
En América del Norte, la Clavaria fragilis ha sido calificada como "nuestra Clavaria más común con diferencia". En el norte de Europa, forma parte de un conjunto de hongos "CHEG" (CHEG significa "Clavarioid fungi-Hygrocybe-Entoloma-Geoglossaceae") considerados como especies indicadoras de antiguos pastizales no mejorados (pastizales permanentes que no han sido cultivados durante algunos años). Aunque estos pastizales son un hábitat amenazado en Europa, C. fragilis es una de las especies más comunes de la CHEG. No obstante, figura en la lista roja nacional de hongos amenazados de los Países Bajos y Eslovenia.